# Rafał Leszczyński (calciatore)
Rafał Leszczyński (Varsavia, 26 aprile 1992) è un calciatore polacco, portiere dello Śląsk Breslavia.

## Carriera

### Club
Ha giocato nella prima divisione polacca.

### Nazionale
Il 18 gennaio 2014 ha esordito in nazionale nell'amichevole Polonia-Norvegia (3-0).